# Famille de Mickey Mouse
Mickey Mouse, à la différence de plusieurs personnages de Disney, possède une grande famille mais rarement proche. Il a en majorité une ribambelle d'oncles, de tantes et de cousins mais on ne sait pas à quel degré. Les membres vraiment proches sont créés dans les années 1930 : ses deux neveux Jojo et Michou en 1932 et une nièce Maisy (seule apparition) en 1934.
Robert Tieman recense une vingtaine de parents plus ou moins éloignés mais aucun proche.

## Membres de la famille
Voici la liste de Tieman, complétée avec les titres de chaque histoire et classée par ordre d'apparitions :
- Madeline Mouse (qui se présente sous le nom de Millicent Van Gilt-Mouse)[2], c'est une richissisme cousine de Mickey. Mickey l'utilise pour éloigner Minnie Mouse d'un rival, Ratino. Madeline sera considérée par Minnie comme une rivale avant que Mickey révèle son lien de parentée dans Mickey et le nouveau "fiancé" de Minnie !, histoire parue entre le 14 avril et le 5 juillet 1941[3]
- Jonathan Tobbias Mouse[4], arrière-arrière-arrière-grand-père de Mickey, apparu en 1943 dans The 'Lectro Box, écrite par Bill Walsh et dessinée par Floyd Gottfredson[5]. D'après son certificat de naissance présenté dans l'histoire, il est le fils de Nathaniel John et Patience Pricilla Mouse et est né le 30 septembre 1754.
- Le grand-oncle Maximilian Mouse[6], c'est l'oncle détective qui en novembre 1944 transmets sa maison, hantée, à Mickey dans The House of Mystery[7]. Maximilien serait d'après cette histoire écrite par Bill Walsh, l'une des brebris galeuses de la famille.
- Albermarle Mouse[4], arrière-grand-père de Mickey ou l'arrière-grand-oncle d'Amérique (d'après le titre français), paru le 25 février 1946 dans Mickey's Great-grandfather[8] écrite par Bill Walsh et dessinée par Manuel Gonzales.
- Tante Gracieuse[9], apparue en 1960 dans Mickey et le collier chirikawa[10] écrite par Romano Scarpa. Elle apparaît en même temps que Gertrude, la fiancée de Pat Hibulaire.
- Oncle Jeremy[11], frère de Tante Gracieuse, apparu le 7 novembre 2000 dans Topolino e il tesoro di Alligator Bay (Mickey et le trésor de la Baie des alligators)[12]
- Oncle Boomer, propriétaire/conducteur d'une ligne de chemin de fer.
- Cousin Moocher, un cousin au cinquième degré, possédant une île tropicale.
- Oncle Ben Ali Maus, un oncle et sultan qui engage Mickey comme chauffeur.
- Oncle Mukluk, un habitant de l'Alaska qui offre à Mickey un élan nommé Melvin.
- Cousin Digger, un cousin et propriétaire d'un ranch en Australie.
- Cousine Matilda, fille de Digger.
- Oncle Manley, un archéologue cherchant le Sceptre de Shishkabob dans le site d'Istamara.
- Cousin Marty, propriétaire d'une plantation d'hévéa en Amérique du Sud aux prises avec une grande panthère noire.
- Oncle Louie, un chef-cuistot français qui possède une école de cuisine dans laquelle Mickey emmène Minnie.
- Oncle Murdoch MacMouse, un écossais arrière-petit-fils de Malcolm Mouse, propriétaire d'un château terrorisé par le monstre du Loch Ness.
- Amelia Fieldmouse, la sœur de Mickey qui est la mère de Jojo et Michou.

En outre, le personnage de Sir Mick de Mick, ancêtre de Mickey et aventurier anglais, apparaît dans plusieurs bandes-dessinées italiennes. Il ne fait pas partie de la liste de Tieman.